# Marcel Ndjeng
Marcel Biyouha Ndjeng (Bonn, 6 maggio 1982) è un allenatore di calcio ed ex calciatore tedesco naturalizzato camerunese, di ruolo centrocampista offensivo.
Anche suo fratello maggiore Dominique Ndjeng era un calciatore.

## Carriera

### Club
Cresciuto nel Colonia, con la cui maglia ha esordito fra i professionisti, ha poi cambiato una squadra all'anno prima di approdare nel 2007 al Borussia M'gladbach. Con il Borussia ha disputato una stagione e mezza, scendendo in campo 39 volte e realizzando 4 reti, finché nel gennaio 2009 è stato acquistato dall'Amburgo. Dopo aver giocato con l'Augusta decide di seguire il suo allenatore Luhukay, accasandosi all'Hertha Berlino a partire dalla stagione 2012-2013. Dopo aver lasciato il club della capitale, il 22 giugno 2015 torna dopo 10 anni al Paderborn, con cui firma un contratto annuale.

### Nazionale
Ha giocato nella nazionale camerunese.

## Palmarès

### Club

#### Competizioni nazionali
- Campionato tedesco di seconda divisione: 2

Borussia Mönchengladbach: 2007-2008
Hertha Berlino: 2012-2013